# Debridman
Debridman, čišćenje rane, nekrektomija je proces uklanjanja mrtvog, devitalizovanog ili kontaminiranog tkiva i stranog materijala iz rane, i važan inicijalni korak u njenoj pripremi za dalje lečenje. Devitalizovano tkivo i drugi strani sadržaj u rani usporava ili u potpunosti onemogućava proces zarastanje i zato je u okviru lečenja rane neophodno njihovo uklanjanje. Cilj debridmana je pretvaranje hronične rane u akutnu ranu i pokretanje procesa njenog bržeg zarastanja. Debridman je zato osnovni postupak u lečenju svake rane, ali i oblik lečenja koji se mora ponavljati više puta u zavisnosti od brzine i obima stvaranja nekrotičnog tkiva. Postoji više načina debridmana; hirurški, autolitički, hemijski, enzimski, mehanički i biološki. Najbolje rezultate daje vodeni i ultrazvučni debridman. Primenom ranije stečenih znanja i stalnim napredovanjem tehnologije uvode se i novi oblici debridmana.

## Značaj debridmana
Brojne studije dokazale su da prisustvo kontaminacije, devitalizovanog nekrotičnog tkiva i fibrinskih naslaga u hroničnoj rani, smanjuju otpornost prema infekciji što pogoduje razvoju i rastu bakterijai značajno redukuje razvoj granulacionog tkiva i sprečava razvoj epitelizacije..
Uklanjanje nekrotičnog tkiva i drugog sadržaja iz rane od velike je važnosti iz mnogo razloga.;
- Nekrotične mase koje prekrivaju ranu ograničavaju mogućnost kliničaru da adekvatno odredi dubinu rane i stanje okolnog tkiva.
- Devitalizovano tkivo je dobra sredina za razmnožavanje bakterija, koja ograničava aktivnost fagocita i u skrivenom mrtvom prostoru omogućava uzgajanje bakterije što povećava rizik od lokalne infekcije.
- Nekrotično tkivo može maskirati znake lokalne infekcije. Broj bakterija nakon debridmana signifikantno je smanjen (u 35% uzetog materijala nije bilo dokazanih bakterija, a u preostalim uzorcima broj bakterija i kolonija je smanjen u proseku za 75%).[9]
- Prisutnost nekrotičnog tkiva je fizička barijera za uspešno lečenje podržava značajan rast bakterija i njihovih kolonije, koje su često prisutne u nekrotičnom tkivu, i mogu produkovati štetne proteaze, koje cepaju važnu komponentu ekstracelularnog matriksa i tako ispoljavaju negativan uticaj na formiranje granulacionog tkiva i reepitelizaciju.

Zato je u cilju postizanja uspeha u zarastanju hronične rane neophodno odstraniti celokupno devitalizovano (izumrlo), teže oštećeno, zagađeno i inficirano tkivo iz rane.
Međutim, ponekad je bolje ne raditi debridman. Naime, ako je kompletna rana prekrivena krastom, i ako nema znakova infekcije, bolje je ne vršiti debridman, već ostaviti krastu na rani, koja čini barijeru i zaštitu rane od okoline, nego je ukloniti i na taj način ranu direktno izložiti daljim štetnim uticajima okoline. Zato se načini debridmana u toku lečenja može kombinovati sa drugim metodama, a ponekad se mora i menjati vrsta debridmana.
Najnovija istraživanja ukazuju da je debridman važan faktor u pripremi dna rane, iz sledećih razloga:
- Smanjuje inflamatorne uticaje citokina, fibronektin i metaloproteinaze koji usporavaju zarastanje rane, a nastaju kod hronično inficiranih rana sa prisutnim nekrotičnim tkivom
- Stimulišu sintezu DNK i porast keratinocita koji su inhibirani gore navedenim zapaljenjskim produktima
- Smanjuje broj bakterija u rani

## Vrste debridmana
Danas se u praksi primenjuje nekoliko vrsta debridmana: hirurški ili oštri, autolitički, enzimski, hemijski, biološki i mehanički.

### Hirurški (oštri) debridman
Hirurški ili oštri debridman je najbrži način uklanjanja stranog sadržaja, fibrinskih naslaga i nekrotičnog tkiva iz rane. On se uglavnom izvodi;
- kada u rani postoji velika količina nekrotičnog tkiva,
- kada se dubina rane ne može precizno odrediti
- ako obim infekcija zahteva uklanjanje kosti i inficiranog materijala.

Način izvođenja
Hirurški debridman je dosta selektivna metoda, jer se izvodi pod kontrolom oka, i zato osoba koja ga obavlja ima potpunu kontrolu šta i koliko će tkiva odstraniti. Najbolja indikacija za hirurški debridement je rana sa velikom količinom devitalizovanog tkiva i rana sa inficiranim tkivom.
Hirurški (oštrim) debridmanom uklanja se mrtvo tkivo hirurškim skalpelom ili drugim oštrim hirurškim instrumentom (makaze, kireta), elektrokauterom ili laserom, i standardni je tretman pri uklanjanju mrtvog tkiva iz rane. Radi se o brzom, agresivnom i efikasnom debridmanu, koji minimalno oštećuje okolna tkiva, sa minimalnim krvarenjem koje sledi nakon intervencije. Hirurški (oštri) debridman, može osloboditi faktore zapaljenja, kao što su citokini, koji mogu pomoći procesu zarastanja rane.
Neželjena dejstva
Hirurški debridman, kao i svi drugi debridmani, ima ograničenja i neželjena dejstva;
- Hirurški debridman se ne može primeniti kod bolesnika sa poremećajima zgrušavanja krvi ili imunokompromitovanih.
- Hirurškim debridmanom ponekad nije nemoguće tačno odrediti granicu između živog i devitalizovanog tkiva, tako da se često tokom debridmana odstranjuje i tkivo koje je vitalno, dok s druge strane često zaostane i deo tkiva koje je izumrlo.
- Procedura može biti bolna, uzrokovati bakterijemiju i oštetiti živace i tetive.

### Autolitički debridman
Autolitički debridman se zasniva na procesu autolize po kome je dobio i naziv. Autoliza je patofiziološki proces koji organizam sprovodi kako bi uklonio mrtvo tkivo. Tokom procesa autolize, enzimi prisutni u rani (npr. matrična metaloproteinaza) vrše likvefakciju mrtvog tkiva.
Autolitički debridman zasniva se pre svega na iskorišćavanju potencijale same rane – autolitičkih enzime koji se stvaraju u rani – za odstranjivanje devitalizovanog tkiva. Dakle, ovde se radi o debridmanu sopstvenim biološkim mehanizmima u vlažnoj sredini rane koji omogućava organizmu primenu sopstvenih procesa eliminacije nekrotičkog tkiva.
Autolitički debridman je selektivni oblik debridmana koji deluje samo na devitalizovano (mrtvo) tkivo i ne oštećuje vitalno (zdravo) tkivo. Sam postupak se sprovodi uz pomoć potpornih obloga (npr. hidrokoloidnih obloga i transparentnih biofilmova) i po potrebi primenom dodatnih aplikacija hidrogela. Indikovan je kod rana sa fibrinskim naslagama i slabom ili umerenom sekrecijom.

### Enzimski debridman
Enzimski debridman je najselektivniji oblik debridmana koji uključuje primenu proteolitičkih enzima. Za postupak debridmana koriste se egzogeni enzimi (kombinacija streptokinaze i streptodornaze, kolagenaza, kombinacija papain/ureja i fibrinolizin). Kada se ovi enzimi nanesu direktno na površinu rane, oni se pridružuju i deluju zajedno sa prirodno prisutnim enzimima u rani i na taj način razgrađuju nekrotično tkivo.
- Enzimski debridman se izvodi kao samostalni postupak ili u kombinaciji sa drugim postupcima (npr. hirurškim).
- Preparati se moraju primenjivati ciljano na, u ili neposredno ispod nekrotičnog tkiva.
- Ne smeju se nanositi na zdravo tkivo. Indikovan je kod rana s velikom količinom devitalizovanog tkiva i kod eshare.
- Preparati se nanose jednom do dva puta na dan (zavisno od vrste preparata i preporuka proizvođača).

### Biološki debridman
Ova vrsta debridmana obavlja se uz pomoću larvi – muve (lat. Lucilia sericata) i poznata je pod nazivom (engl. “maggot therapy”). Debridman larvama odavno je poznat način lečenja (primenjivan još u Građanskom ratu u Sjedinjenim Državama). Larve se hrane „trulim-mrtvim“ tkivom iz rane, ali ne i zdravim. Njegova primena indikovana je kod gnojnih rana i rana sa velikom masom nekrotičnog tkiva. Biološki debridman može biti koristan i kod inficiranih rana – u kojima larve vrše „dezinfekciju“ ili uništavanje prisutnih bakterija.

### Mehanički debridman
Za sada se u svakodnevnoj praksi najviše koriste sledeće vrste mehaničkog debridmana:
- Mehanički debridman gazom i monofilamentnim vlaknima
- Vodeni debrideman ili hidrohirurški debridman
- Ultrazvučni debridman
- Terapija negativnim pritiskom

Primenom ranije stečenih znanja i iskustava iz operativnog lečenja rana i stalnim napredovanjem tehnologije često se uvode (pored ovde navedenih) i novi oblici mehaničkog debridmana.

#### Mehanički debridman gazom i monofilamentnim vlaknima
Mehanički debridman gazom temelji se na upotrebi suve ili vlažne gaze neposrednim stavljanjem na ranu, parafinske gaze i u novije vreme jastučića s monofilamentnim vlaknima.
Ova vrste debridmana zasniva se se na adheziji gaze i nekrotičnih naslaga u rani koje se iz nje eliminišu zajedno sa uklanjanjem gaze. Ovo su neki od najčešće primenjivanih tehničkih načina kod ove vrste debridmana.
Debridman vlažnom gazom
Debridman suvom gazom
Debridman monofilamentnim vlaknima

#### Debridman vodom
Debridman vodom ili hidrohirurški, izvodi se uz pomoć hirurškog aparata (engl. Versajet™ Hydrosurgery System, Smith & Nephew, Hull, UK) koji za postupak debridmana primenjuje mlaz vode pod visokim pritiskom. U aparatu se koristi sterilni fiziološki rastvor koji primenjen pod povišenom pritiskom stvara efekat hirurškog skalpela. Mlaz vode se u toku debaridmana usmerava paralelno sa ranom – tangencijalna ekscizija.
Podešavanjem snage mlaza vode debridman se može obavljati u rasponu, od usisavanja nekrotičkog detritusa do rezanja tkiva. Korištenjem Venturijevog efekta, na mestu debridmana, stvara se lokalni vakuum u tkivu koje se reže, i tako se istovremeno sa rezanjem vrši i uklanjanje tkiva.
Debridman vodom znatno pojednostavljuje rad lekara, jer je upravljanje sondom jednostavno, štedi se okolno (zdravo) tkivo i vreme potrebno kako za sam postupak debridmana tako i za zarastanje rane.

#### Ultrazvučni debridman
Ultrazvučni debridman se zasniva na predaji mehaničke energije i stvaranju vibracija visoke frekvencije (25 KHz) u tkivima. U tehničkom smislu ova vrsta debridmana izvodi se aparatom koji u sebi ima ugrađen ultrazvučni generator koji putem preciznog piezoelektričnog kristala pretvara električnu energiju u mehaničke vibracije. Aparat koristi ultrazvuk niske snage, a kao sredinu za irigaciju fiziološki ili Ringerov rastvor.
Promenama pritiska, uz pomoć ultrazvuka, stvaraju se i nestaju kavitacije (mehurići) koji se prenose stalnim pomeranjem sonde preko rane. Turbulencijama i promenama pravca odvaja se nekrotično tkivo i fibrinski sloj u rani.
Prednost ove metode ogleda se u tome što je granulaciono tkivo pošteđeno traume, jer je otpornije na promene pritiska. Stvorene kavitacije ujedno i perforiraju bakterijsku membranu tako da se postižu i dobri rezultati lečenja kod bakterija koje formiraju biofilm.
Ultrazvučni debridman je pogodan za lečenje teže pristupačnih delova tela, kao što su interdigitalni prostori, fistule, duge kosti (osteomijelitis) ili kod prisutnog stranog tela kod opekotina.

#### Terapija negativnim pritiskom
Terapija negativnim pritiskom V.A.C. (Vacuum Assisted Closure), koja se koristi u velikom broju klinika širom sveta, jedna je od najvažnijih inovacija u terapiji zarastanja rane i integralni deo lečenja dekubitusa kao i drugih hroničnih rana. Postupak se zasniva na primeni posebnog uređaju koji stvara negativan pritisak u rani (-125 mm Hg) i preko posebnog sistema odvodi sekret iz rane. Negativni pritisak osigurava optimalnu količinu tekućeg sadržaja u rani, napetost u tkivu i kapilarni protok koji poboljšava kapilarnu perfuziju. U tako stvorenim uslovima osiguravaju se idealni vlažni uslovi za zarastanje rane i odstranjuje devitalizovano (odumrlo) tkivo i bakterije. Rana i sunđer, u toku postupka, prekrivene su polupropusnom membranom i u celini sterilno izolovani, pa nema mogućnosti zagađenja rane iz okoline. Time se sprečava sekundarna infekcija rane, širenje bakterija iz rane u okolinu i maceracije okolne kože koju uzrokuje sekret iz rane.
Terapija negativnim pritiskom poboljšava perfuziju tkiva (perfuzija u rani povećana je za 30%, a u okolnom tkivu za 15%), dovodi do stvaranja novih kapilara
(neoangiogeneza koja se povećana četiri puta), stimuliše stvaranje granulacionog tkiva, smanjuje edem, broj bakterija u rani, odstranjuje višak eksudata (zajedno s zapaljenjskim citokininima, slobodnim radikalima, tkivnim iritatorima, toksinima i ćelijskim detritusom), te dovodi do kontrakcije rane.

## Prednosti i nedostaci debridmana
Dobre i loše strane različitih vrsta debridmana
| Vrsta debridmana      | Prednosti | Nedostaci |
| --------------------- | --- | --- |
| Hirurški debridman    | - Brzina i selektivnost - Dobri rezultati - Mogućnost oslobađanja citokina koji učestvuju u procesu zarastanja rane | - Često je bolan za bolesnika - ponekad je potrebna opšta anestezija - Nemogućnost tačnog određivanja granice vitalnosti tkiva - Mogućnost oštećenja važnih struktura (krvnih sudova i živaca) - Mogućnost jačih krvarenja - Mogućnost unosa bakterija sa površine u dubinu tkiva - Ograničena primena kod anatomski nepristupačnih i rizičnih regija (duboka rana u blizini krvnih sudova ili živaca) - Visoka cena, ako se procedura mora izvesti u opštoj anesteziji i bolničkim uslovima - Dostupnost operacione sale u slučaju potrebe za debridmanom u opštoj anesteziji i opsežnijem zahvatu - Ograničenja u izvođenju kod bolesnika na antikoagulantnoj terapiji |
| Autolitički debridman | - Selektivnost, bez oštećivanja okolnog tkiva - Sigurnost (koriste se vlastiti biološki mehanizmi) - Praktično bezbolan postupak - Jednostavnost sprovođenja postupka - Kod bolesnika na antikoagulantnoj terapiji kada je hirurški debridman kontraindikovan | - Sporost - Česte kontrole zbog mogućnosti razvoja infekcije - Ako se koriste okluzivne hidrokoloidne obloge može doći do porasta anaerobnih bakterija. |
| Biološki debridman    | - Selektivnost - Bezbolnost | - Psihološki učinak na bolesnika |
| Hemijski debridman    | - Brzina delovanja - Ne oštećuje vitalno tkivo, ako se pravilno primeni - Kod bolesnika na antikoagulantnoj terapiji, kada je hirurški debridman kontraindikovan                                                                                              | - Postupak je skup - Potrebno iskustvo u primeni preparata - Moguće zapaljenjske reakcije |
| Ultrazvučni debridman | - Selektivnost - Ponekad relativno bolan postupak - Mogućnost ambulantne i stacionarne primene - Kratkotrajnost postupka - Nema krvarenja | - Cena uređaja |
| Debridman vodom       | - Selektivnost - Vrlo mala bol - Idealno za pripremu dna rane za sekundarni zahvat (kožni transplantat) - Značajno smanjenje broja bakterija - Mogućnost ambulantne i stacionarne primene                                                                     | - Cena postupka i opreme (visoka cena uređaja i sonde) |

## Literatura
- Rodeheaver, G. T. (1999). „Pressure ulcer debridement and cleansing: a review of current literature”. Ostomy Wound Manage. 45 (1A Suppl): 80S—85S; quiz 86S—87S. PMID 10085978. (Suppl. 1A): 80S-85S.
- Streubel, P. N.; Stinner, D. J.; Obremskey, W. T. (2012). „Use of Negative – pressure Wound Therapy in Ortopaedic Trauma.”. J Am Acad Surg. 20: 564—74..
- Huljev D, Novinšćak T, Gverić T i sur (2011). „NPWT – terapija negativnim tlakom.”. Acta Med Croatica. 65. (Supl. 2): 81-6.
- De Franzo AJ, Argenta LC, Marks MW i sur (2001). „The use of vacuum-assisted closure therapy for the treatment of lowerextremity wound with exposed bone.”. Plastic and Reconstructive Surgery. 108.
- Müllner, T.; Mrkonjic, L.; Kwasny, O.; Vécsei, V. (1997). „The use of negative pressure to promote the healing of tissue defects: a clinical trial using the vacuum sealing technique.”. Br J Plast Surg. 50 (3): 194—199. PMID 9176007. doi:10.1016/S0007-1226(97)91369-2.-9.
- Pelham, F. R.; Kubiak, E. N.; Sathappan, S. S.; Di Cesare PE (2006). „Topical negative pressure in the treatment of infected wounds with exposed orthopaedic implants.”. J Wound Care. 15 (3): 111—6. PMID 16550664. doi:10.12968/jowc.2006.15.3.26881..
- Bakota B, Kopljar M, Jurjević Z i sur (2012). „Mangled extremitycase report, literature review and borderline cases guidelines proposal.”. Coll Antropol. 36 (4): 1419—1426. PMID 23390844.
- Voigt, J.; Wendelken, M.; Driver, V.; Alvarez, O. M. (2011). „Low-frequency ultrasound (20–40 kHz) as an adjunctive therapy for chronic wound healing: a systematic review of the literature and meta-analysis of eight randomized controlled trials.”. Int J Low Extrem Wounds. 10 (4): 190—199. PMID 22184750. doi:10.1177/1534734611424648.-9.
- Tan, J.; Abisi, S.; Smith, A.; Burnand, K. G. (2007). „A painless method of ultrasonically assisted debridement of chronic leg ulcers: a pilot study.”. Eur J Vasc Endovasc Surg. 33 (2): 234—238. PMID 17127083. doi:10.1016/j.ejvs.2006.09.027.-8.
- Johns, L. D. (2002). „Nonthermal effects of therapeutic ultrasound the frequency resonance hypothesis.”. J Athl Train. 37 (3): 293—9. PMC 164359 . PMID 16558674..
- Fumić N, Marinović M, Komljenović I (2013). „Nursing process for patients treated with negative pressure therapy after severe foot trauma.”. Acta Med Croatica. 67. (Suppl 1): 119-22.</ref>

## Spoljašnje veze
- „Debridement lecture (pdf)” (PDF). Архивирано из оригинала (PDF) 22. 8. 2009. г.
- „Wound Care Information Network”. Архивирано из оригинала 6. 8. 2011. г.

|  | Molimo Vas, obratite pažnju na važno upozorenje u vezi sa temama iz oblasti medicine (zdravlja). |